# トレギエ
トレギエ （Tréguier、ブルトン語:Landreger）は、フランス、ブルターニュ地域圏、コート＝ダルモール県のコミューン。
トレギエは歴史的なトレゴール地方の中心地である。聖堂、狭い路地、木組みの住宅はかつての司教座のまちの魅力となっている。

## 地理

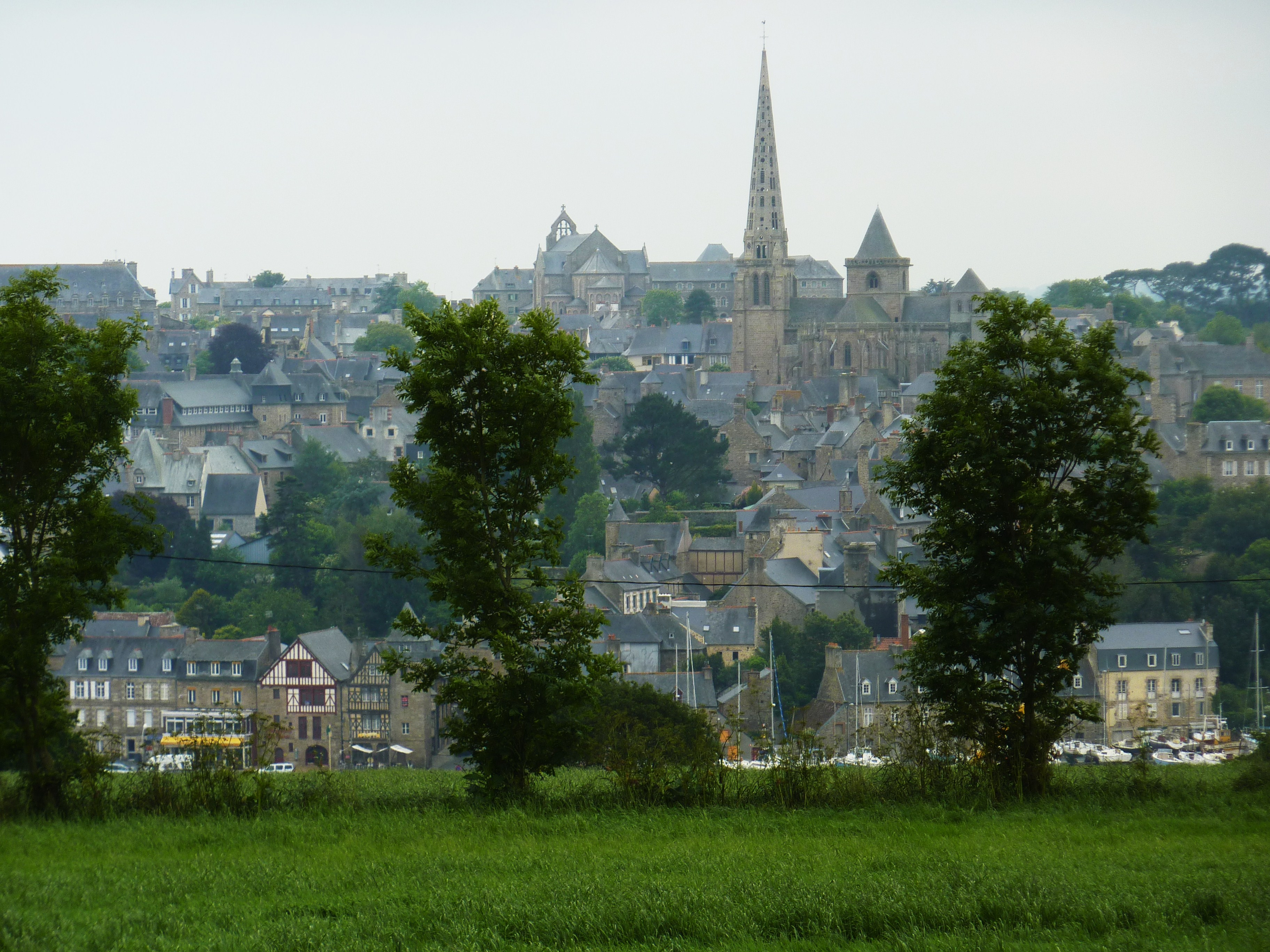
ガンディ川左岸から眺めたトレギエ

トレギエはジョディ川とガンディ川の合流地点にある。合流した川は場所によって250mから500mの川幅のトレギエ川となり、河口はリアス式海岸となっている。トレギエのまちは合流地点に突き出す半島の上にある。ジョディ川とガンディ川はトレゴール地方の台地を切り裂き、トレギエのまちは2つの河川で生じた谷に挟まれている。長い間、ジョディ川とガンディ川には渡し舟があった。
トレギエはリアス式海岸を背景にした港町である。海から9km内陸にあるトレギエの港は、中世から活動している。喫水線のある小型船は河口まで行くことができ、15世紀終わりまで砂、石、コムギ、アマがトレギエで実際に取引されていた。ガンディ川と合流する直前のジョディ川側は深く、ジョディ川の岸に大型船舶が停泊することができた。
魚、甲殻類、カキ漁が、1853年の規制で明らかなようにトレギエ川で盛んであった。1896年当時、330人の漁民が230隻の船を操って天然のカキを採っていた。漁業活動は次第に衰えた。1905年には船は87隻になっていた。アイスランド近海にタラ漁に向かう者もあった。
コミューンの領域は狭く、長い間都市開発が妨げられてきた。

## 歴史

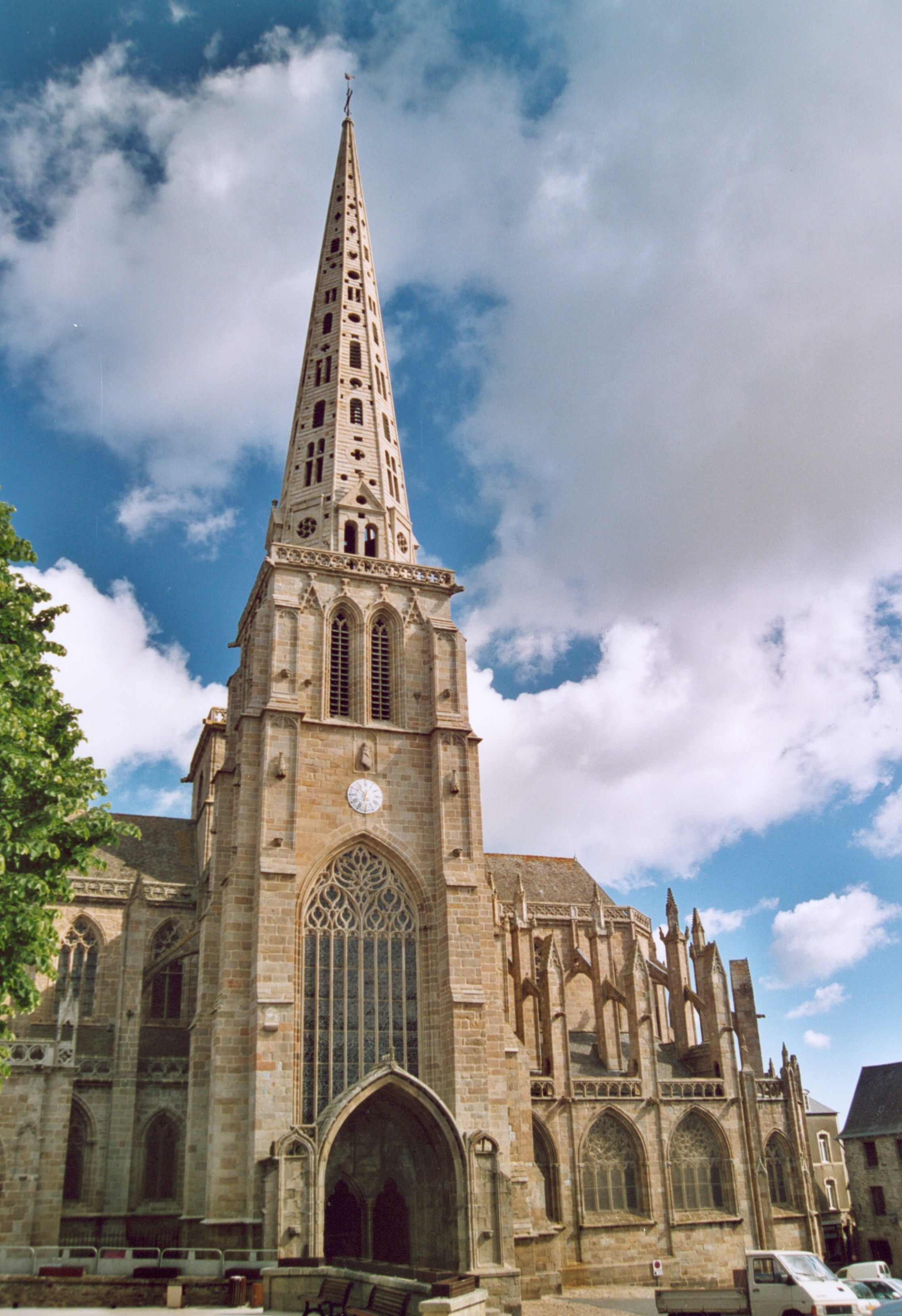
サン＝テュグデュアル聖堂

542年頃、聖職者テュグデュアル（fr）がLandregerの司教に聖別された。フランス革命によって司教座が廃止されるまで、彼はブルターニュで最も重要な初期の司教の1人であった。テュグデュアルの昇天日の確かな言い伝えはない。彼はグレートブリテン島から母とともに移住してきたと考えられている。修道院の周りに急速に定住地が生まれ、育ったとみられる。
トレギエは、ブルターニュ初期の7聖人への巡礼であるトロ・ブレイスの巡礼地である。
848年、ブルターニュの王ノミノエは修道院の世俗司教区をつくり、トレギエは1790年まで司教を頂いていた。族長ハスティングが指揮する第一次ノルマン人侵攻が起きたのはその直後であった。トレギエは荒らされ、人々は村を捨てた。
11世紀から13世紀まで、まちはサン＝パビュ（テュグデュアルのもうひとつの名）と呼ばれた。
別の教会は、イヴ・ド・ケルマルタン（fr）の名声を背景に持つ。トレギエのイヴとも呼ばれる彼は弁護士の守護聖人であり、1253年頃ケルマルタン荘園で誕生した。現在も残るゴシック様式の聖堂は、聖イヴの功績を讃え建てられている。
1450年から1479年にかけ、聖堂にゴシック様式の回廊が建設された。回廊にはブルターニュ公ジャン5世や聖イヴの墓所がある。また、回廊で市が開かれており、商人たちは教会の参事に使用料を支払っていた。
1505年、ブルターニュ女公アンヌ・ド・ブルターニュも聖イヴの墓を詣でている。
17世紀から18世紀のトレギエは2つの教区に分かれ、重要な宗教施設がまちにひしめいていた。現在は失われた建物もある。このどこにでもおり、神経質な聖職者の存在のせいで抑圧されたように、経済や貿易の規模においてトレギエは小規模であった。エルネスト・ルナンはトレギエを称して『巨大な修道院』と言った。聖イヴのパルドン祭りはトレギエのまちの非常に重要な行事だった。
1789年、トレギエは総じて新たな思想になじんだ。新思想に敵意を示したトレギエ司教ル・ミンティエと従者トーパンはイギリスへ亡命した。しかしトーパンの妻は宣誓拒否聖職者を匿った罪でマルトレ広場においてギロチン刑に処された。1794年の冬の間、エタンプの義勇兵大隊はコミューン内の全ての宗教施設を廃した。家具、彫刻、金属細工、ステンドグラスが全て失われた。
トレギエは司教座という地位の喪失で荒れた。もはや革命以前の司教座は存在しなかった。革命後、トレギエはサン＝ブリユー司教座に組み込まれ、人口は最盛期の1/12となった。
第二次世界大戦中、ドイツ軍の潜水艦に対抗すべくアメリカ海軍の航空隊基地がトレギエに設置された。しかし数ヶ月間だけだった。
1944年8月、トレギエ解放の戦いは長く暴力的であった。8月6日にアメリカ軍爆撃機4機がドイツ軍駐屯地を爆撃し、5人の民間人が死亡、コミューンの財産を損傷した。

## 文化
2007年秋現在、コミューン内の児童16%がブルトン語とフランス語で教育を行う二言語学校に在籍している。

## 人口統計
| 1962年 | 1968年 | 1975年 | 1982年 | 1990年 | 1999年 | 2007年 |
| ------ | ------ | ------ | ------ | ------ | ------ | ------ |
| 2885   | 3059   | 3257   | 3130   | 2799   | 2679   | 2668   |

参照元:Cassini、INSEE

## ゆかりの人物
- エマニュエル＝ジョゼフ・シエイエス - 1775年、トレギエの教会参事員だった
- エルネスト・ルナン
- チャールズ・リンドバーグ - トレギエに住宅を所有していた
- ポール・ル・フレム - トレギエで死去